# Kirkkopuistikko
Kirkkopuistikko est une esplanade du centre de Vaasa en Finlande.

## Histoire
Le centre-ville est organisé selon un plan hippodamien conçu par Carl Axel Setterberg en 1855.
Les cinq esplanades d'une largeur de 35,6 mètres :  Hovioikeudenpuistikko, Vaasanpuistikko, Korsholmanpuistikko, Kirkkopuistikko et Kauppapuistikko forment un site culturel construit d'intérêt national en Finlande.

## Présentation
La rue orientée sud-nord, longue d'environ un kilomètre, s'interrompt à l'ilot de l'église de Vaasa entre Vaasanpuistikko et Hovioikeudenpuistikko et continue à nouveau de l'autre côté de l'église.
La rue commence au coin de Pikkukatu près de la baie Onkilahti et se termine dans la rue Kasarmikatu à Kasarmintori.
Les autres rues transversales sont Museokatu, Kirjastonkatu, Hietasaarenkatu et Hovioikeudenpuistikko, et du côté sud de l'église, Vaasanpuistikko, Rauhankatu et Kasarminkatu.

## Bâtiments remarquables
Parmi les bâtiments bordant la rue Kirkkopuistikko:
| N°           | Bâtiment                     | Architecte              | Const.      | Image | Réf.  |
| 2            | Maison en bois               |                         |             |       | [ 4 ] |
| 4            | Ancien siège de Vaasan Sähkö | Carl Schoultz           | 1930        |       | [ 5 ] |
| 6            | Immeuble                     | Keijo Petäjä            | 1954        |       | [ 5 ] |
| 11–13        | École normale                |                         |             |       |       |
| 15           | Vasa Arbis                   | August Lassel           | 1877        |       |       |
| 16           | Immeuble du Wasa Teater      |                         | 1713        |       | [ 6 ] |
| 22           | Banque de Finlande           | J. S. Sirén             | 1949–1952   |       | [ 5 ] |
| 21           | Pharmacie de l'église        | Carl Axel Setterberg    |             |       | [ 5 ] |
| 19-21        | Propriété Egen Härd          |                         | années 1960 |       |       |
|              | Église de Vaasa              | Carl Axel Setterberg    | 1862        |       | [ 5 ] |
| 26:          | Immeuble                     | Asko Halme              | 1979        |       | [ 5 ] |
| 27:          | Lycée de Vaasa               | Alfred Wilhelm Stenfors | 1909        |       | ,     |
| 31           | Immeuble                     | Arvo O. Aalto           | 1959        |       | [ 5 ] |
| 33           | École du Merenkurkku         |                         |             |       |       |
| Kasarmintori | Église Saint-Nicolas         | Carl Axel Setterberg    | 1866        |       |       |